# Bertram Job
Bertram Job (* 1959) ist ein deutscher Journalist und Buchautor.

## Leben und Wirken
Bertram Job studierte Germanistik, Literatur und Publizistik an der Ruhr-Universität in Bochum. Seine Artikel, mit dem Schwerpunkt Fußball und Boxen, schreibt er seit 1990 als freier Journalist für den Stern, Sports, Merian, Transatlantik, Geo, Financial Times, Die Zeit, Neue Zürcher Zeitung, Süddeutsche Zeitung und die FAZ.
Darüber hinaus verfasste Job eine Reihe von Fachbüchern über Fußball und Boxen, in denen er sich mit dem sozialen Umfeld der Sportler befasst und Einblicke „hinter die Kulissen“ der jeweiligen Sportarten gewährt. Er schrieb eine Biografie für Henry Maske und die Band Die Toten Hosen und war über Jahre hinaus für die Pressearbeit von Maske und Axel Schulz verantwortlich.
Sein Buch The Survivors, eine Zusammenarbeit mit den Journalisten Max Annas und Claudia Biehahn, das unter anderem von bedrohten Indianerstämmen in Südamerika berichtet, erschien im Oktober 2008.
2012 schrieb er gemeinsam mit Kriminalhauptkommissar Ingo Thiel das Buch SOKO im Einsatz. Der Fall Mirco und weitere brisante Kriminalgeschichten und im Jahr 2013 erschien Der Millionenjäger – ein Versicherungsfahnder ermittelt nach den Aufzeichnungen des Schadensermittlers Wolfgang Unterfeld. Auf einer der Geschichten aus dem Buch SOKO im Einsatz basiert auch der Fernsehfilm Ein Kind wird gesucht, der erstmals am 15. Dezember 2017 auf Arte ausgestrahlt wurde. Der Film gewann den Publikumspreis beim Deutschen Krimi Festival 2018. Gemeinsam mit Joe Bausch schrieb er die Bücher Gangsterblues – Harte Geschichten (2018) und Maxima Culpa: jedes Verbrechen beginnt im Kopf (2022). Im September 2024 erschien das Buch Ali vs. Forman - 50 Jahre anlässlich des 50. Jahrestags des Boxkampfs Rumble in the Jungle zwischen Muhammad Ali und George Forman.

## Veröffentlichungen (Auswahl)
- Henry Maske: Mein Box-Lexikon. Aufgezeichnet von Bertram Job. Eichborn, Frankfurt 1995, ISBN 3-8218-0475-0.
- Bis zum Bitteren Ende… Die Toten Hosen erzählen ihre Geschichte. Geordnet von Bertram Job. Kiepenheuer & Witsch, Köln 1996, ISBN 3-462-02532-5.
- Keirin. Mit Fotografien von Kai K. Sawabe. Opus Verlag, Limburg 1996, ISBN 3-00-001148-X.
- Boxen. Feierabend Verlag, Berlin 2003, ISBN 3-936761-03-5.
- Die Seidenstraße/La Route de la Soie. 2003, ISBN 978-3-89985-326-1.
- 365 Fußball-Tage. Verlag Die Werkstatt, Göttingen 2006, ISBN 3-89533-512-6.
- Heimspiel. Verlag für Bildschöne Bücher, Berlin 2006, ISBN 3-939181-00-5.
- Schwer gezeichnet. Verlag Die Werkstatt, Göttingen 2006, ISBN 3-89533-548-7.
- Mystisches Island. Bildband mit Fotografien von Alessandra Meniconzi. Koehlers Verlagsgesellschaft, Hamburg 2007, ISBN 978-3-7822-0951-9.
- Hidden China – Auf den Spuren alter Traditionen. Mit Fotografien von Alessandra Meniconzi. H. F. Ullmann, Königswinter 2008, ISBN 978-3-8331-4621-3.
- mit Ingo Thiel: Soko im Einsatz – Der Fall Mirco und weitere brisante Kriminalgeschichten. Ullstein extra, Berlin 2012, ISBN 978-3-86493-012-6.
- mit Wolfgang Unterfeld: Der Millionenjäger – Ein Versicherungsfahnder ermittelt. Rowohlt, Reinbek 2013, ISBN 978-3-644-49891-4.
- Turniere, Titel und Triumphe. Sport in Düsseldorf. Droste, Düsseldorf 2014, ISBN 978-3-7700-1518-4.
- Gebrauchsanweisung fürs Boxen. Piper, München 2015, ISBN 978-3-492-27668-9.
- als Übersetzer: Alan Jewell: Ali – Tribut an eine Legende. Verlag Die Werkstatt, 2016, ISBN 978-3-7307-0311-3.
- mit Anna Mayumi Kerber, Aishe Malekshahi: Ich lebe – wie Kinder Kriege überstehen: ein Jahrhundertporträt: Save the Children 100 Jahre. Hrsg.: Martina Dase. Kerber Verlag, Bielefeld 2019, ISBN 978-3-7356-0632-7.
- mit Joe Bausch: Gangsterblues. Harte Geschichten. Ullstein Verlag, Berlin 2018, ISBN 978-3-86493-056-0.
- mit Joe Bausch: Maxima Culpa. Ullstein Verlag, Berlin 2022, ISBN 978-3-548-06661-5.
- Ali vs. Foreman: 50 Jahre. Delius Klasing, Bielefeld 2024, ISBN 978-3-7307-0712-8.